# Podłęż
Podłęż es un pueblo de Polonia, en Mazovia. Se encuentra en el distrito (Gmina) de Maciejowice, perteneciente al condado (Powiat) de Garwolin. Se encuentra aproximadamente a 9 km al noroeste de Maciejowice, 20 km al suroeste de Garwolin, y a 62 km al sureste de Varsovia.  
Entre 1975 y 1998 perteneció al voivodato de Siedlce.